# Bindingsorde
De bindingsorde (B.O.) van een chemische binding geeft weer hoeveel bindingen er aanwezig zijn tussen 2 bindende atomen. Bij distikstof (N≡N) is de bindingsorde gelijk aan 3, want er zijn 3 bindingen aanwezig. De koolstof-waterstofbinding heeft bindingsorde 1 (C−H). De koolstof-koolstofbinding kan van orde 1 (C-C), 2 (C=C) of 3 (C≡C) zijn.

## Betekenis
De bindingsorde geeft een indicatie voor de stabiliteit van een binding. Zo hoeven bindingsordes niet altijd een geheel getal voor te stellen. Een goed voorbeeld van zo'n situatie is benzeen: er zijn 6 pi-elektronen verdeeld over 6 koolstofatomen, waardoor men aan een halve pi-binding per koolstof zou komen. Dit heeft te maken met de delokalisatie van de pi-elektronen in de benzeenring, wat een extra stabiliteit aan de molecule verschaft.
In de valentiebindingstheorie is de bindingsorde een maat van de sterkte van de binding.

## Berekening
De bindingsorde van een binding kan berekend worden door uit te gaan van de molecuulorbitaaltheorie. Daar wordt de bindingsorde gedefinieerd als de helft van het verschil van het aantal elektronen in de bindende molecuulorbitalen (Nb) en het aantal elektronen in de antibindende molecuulorbitalen (Na). In formulevorm:
{\displaystyle B.O.={\frac {N_{b}-N_{a}}{2}}}